# Maksat Taykenov
Maksat Yesengeldiuly Taykenov (en kazajo: Мақсат Есенгелдіұлы Тәйкенов) (Aktau, Kazajistán, 14 de agosto de 1997) es un futbolista kazajo que juega en la posición de centrocampista.

## Clubes
| Club        | País       | Año       |
| ----------- | ---------- | --------- |
| FC Bayterek | Kazajistán | 2015-2018 |
| FC Caspiy   | Kazajistán | 2018-     |